# Daniel Olin (TV-program)
Daniel Olin, var ett svenskspråkigt samtals-tv-program producerat och sänt av finländska Yle. I samtalsprogrammet gästas programledaren Daniel Olin av en känd och samhälleligt betydande person. Samtalet fokuserar på gästens liv, karriär och personliga erfarenheter. Det första programmet sändes den 6 april 2019 och det sista den 17 april 2022.

## Avsnitt
| S# | A# | Gäst                   | Titel                                                                                 | Publiceringsdatum |
| -- | -- | ---------------------- | ------------------------------------------------------------------------------------- | ----------------- |
| 1  | 1  | Sixten Korkman         | Sixten Korkman är ekonomen som hela Finland lyssnar till                              | 2019-04-06        |
| 1  | 2  | Sophia Jansson         | För Sophia Jansson är Mumintrollen både kollegor och familjemedlemmar                 | 2019-04-13        |
| 1  | 3  | Satu Huber(fi)         | Satu Huber styr över miljardbelopp i pensionspengar                                   | 2019-04-20        |
| 1  | 4  | Martin Scheinin        | För professor Martin Scheinin är de mänskliga rättigheterna heliga                    | 2019-04-27        |
| 1  | 5  | Sture Udd(fi)          | Sture Udd är stalinisten som blev en framgångsrik affärsman                           | 2019-05-04        |
| 1  | 6  | Kaj Kunnas             | Sportredaktören Kaj Kunnas är gaphalsen som delar folk                                | 2019-05-11        |
| 1  | 7  | Tua Forsström          | Författaren Tua Forsström talar om språk, sorg och Svenska Akademien                  | 2019-05-18        |
| 1  | 8  | Mirjam Kalland         | Professor Mirjam Kalland står alltid på barnens sida                                  | 2019-06-01        |
| 1  | 9  | Christoffer Strandberg | Skådespelaren Christoffer Strandberg vill vara udda med besked                        | 2019-06-08        |
| 1  | 10 | Christoffer Taxell     | Minister Christoffer Taxell har beskrivits som Svenskfinlands gudfader                | 2019-06-15        |
| 1  | 11 | Thomas Elfgren(fi)     | Kriminalöverkommissarie Thomas Elfgren ser tillbaka på en fyrtioårig karriär          | 2019-10-12        |
| 1  | 12 | Alf Rehn               | Alf Rehn - från "småmobbad" introvert till omtyckt talare för eliten                  | 2019-10-19        |
| 1  | 13 | Elisabeth Rehn         | Elisabeth Rehns rikspolitiska karriär avgjordes av nitton röster                      | 2019-10-26        |
| 1  | 14 | Heidi Avellan          | Heidi Avellan drar sig inte för att lovorda Nordens farligaste stad Malmö             | 2019-11-02        |
| 1  | 15 | Anders Wiklöf          | Kungen av Åland föredrar att kallas murarens son                                      | 2019-11-09        |
| 1  | 16 | Sören Lillkung         | Sören Lillkung - från operasångare till maktfaktor                                    | 2019-11-16        |
| 1  | 17 | Maria Turtschaninoff   | Gäst författaren Maria Turtschaninoff                                                 | 2019-11-23        |
| 1  | 18 | Anna-Maria Helsing     | Gäst: Dirigenten Anna-Maria Helsing                                                   | 2019-11-30        |
| 1  | 19 | Anna-Maja Henriksson   | Anna-Maja Henriksson - från sladdbarn i storfamilj till toppolitiker                  | 2019-12-07        |
| 1  | 20 | Pekka Lundmark(fi)     | Pekka Lundmark - idrottsentusiast och inflytelserik företagsledare                    | 2019-12-14        |
| 2  | 1  | Pär Stenbäck           | Pär Stenbäck - från småstadspojke till toppolitiker                                   | 2020-02-29        |
| 2  | 2  | René Nyberg            | Toppdiplomaten René Nyberg talar bl.a. om Ryssland och sin dramatiska familjehistoria | 2020-03-07        |
| 2  | 3  | Moira von Wright       | Moira von Wright blev Åbo Akademis första kvinnliga rektor                            | 2020-03-14        |
| 2  | 4  | Jannica Fagerholm(fi)  | Vd:n Jannica Fagerholm om corona-krisen som drabbar ekonomin                          | 2020-03-21        |
| 2  | 5  | Jan Vapaavuori         | Helsingfors borgmästare Jan Vapaavuori: Det här är min svåraste utmaning hittills     | 2020-03-28        |
| 2  | 6  | Peter Vesterbacka(fi)  | Entreprenören Peter Vesterbacka är mannen med de stora idéerna                        | 2020-04-04        |
| 2  | 7  | Björn Vikström         | Den tidigare biskopen Björn Vikström: I kristider växer kyrkans roll                  | 2020-04-11        |
| 2  | 8  | Alma Pöysti            | Alma Pöysti talar om Tove Jansson och skådespelaryrket                                | 2020-04-25        |
| 2  | 9  | Marcus Rosenlund(fi)   | Vetenskapsredaktören och författaren Marcus Rosenlund                                 | 2020-05-02        |
| 2  | 10 | Kjell Westö            | Prisbelönta författaren Kjell Westö                                                   | 2020-05-09        |
| 2  | 11 | Carl Haglund           | Ordföranden för Näringslivets delegation EVA Carl Haglund                             | 2020-05-16        |
| 2  | 12 | Linda Sällström        | Gäst fotbollsspelaren Linda Sällström                                                 | 2020-05-23        |
| 2  | 13 | Henrik Meinander       | Nuet fascinerar historikern Henrik Meinander                                          | 2020-10-11        |
| 2  | 14 | Mikael Backman         | Hamburgarkungen Mikael Backman: Därför röstar jag på Joe Biden                        | 2020-10-18        |
| 2  | 15 | Ann-Luise Bertell      | Teaterchefen och författaren Ann-Luise Bertell: Spion är mitt riktiga yrke            | 2020-10-25        |
| 2  | 16 | Mårten Mickos          | It-veteranen Mårten Mickos leder en världsarmé av goda hackare                        | 2020-11-01        |
| 2  | 17 | Heidi Hautala          | Heidi Hautala: Jag skäms över att vi inte lyckades avskaffa sommartiden               | 2020-11-08        |
| 2  | 18 | Peter Strang           | Läkaren Peter Strang: Covid-döden kan vara stillsam och lugn                          | 2020-11-15        |
| 2  | 19 | Mika Salminen          | Mika Salminen på THL: När coronan är över tar jag en lång semester                    | 2020-11-22        |
| 2  | 20 | Jan Mosander           | Jan Mosander bjöds på té och lögner av nazisten Albert Speer                          | 2020-11-29        |
| 2  | 21 | Stina Ekblad           | Stina Ekblad: Jag avstod med glädje från hår och ögonbryn för Ingmar Bergman          | 2020-12-13        |
| 3  | 1  | Jutta Zilliacus        | Jutta Zilliacus, 95, förstår de unga: Kriget stal också mina tonår                    | 2021-03-07        |
| 3  | 2  | Erja Yläjärvi          | Erja Yläjärvi: Varför gör ni finlandssvenskar allt till ödesfrågor?                   | 2021-03-14        |
| 3  | 3  | Casper von Koskull     | Casper von Koskull: De kriminella är alltid tre steg före bankerna                    | 2021-03-21        |
| 3  | 4  | John Webster           | Filmmakaren John Websters liv i ett nötskal: Förändringsmotstånd                      | 2021-03-28        |
| 3  | 5  | Tapani Ritamäki(fi)    | Förläggaren Tapani Ritamäki efterlyser ocensurerade biografier                        | 2021-04-04        |
| 3  | 6  | Krister Höckerstedt    | Kirurgen Krister Höckerstedt: Levern är hal, känslig och gåtfull                      | 2021-04-11        |
| 3  | 7  | Gideon Bolotowsky(fi)  | Vart försvann Gideon Bolotowsky?                                                      | 2021-04-25        |
| 3  | 8  | Nina Kopola(fi)        | Business Finlands Nina Kopola: Vårt uppdrag var att rädda landet                      | 2021-05-02        |
| 3  | 9  | Cecilia Sahlgren(fi)   | Cellbiologen Cecilia Sahlgren: Framtidens hjärta läker sig självt                     | 2021-05-09        |
| 3  | 10 | Merete Mazzarella      | Författaren Merete Mazzarella: Fysiska möten gör mig andäktig                         | 2021-05-16        |
| 3  | 11 | Asko Järvinen          | Överläkaren Asko Järvinen: I slutet av sommaren blir livet normalt                    | 2021-05-23        |
| 3  | 12 | Björn Wahlroos         | Björn Wahlroos: Det var min hustru som lärde mig hantera pengar                       | 2021-11-07        |
| 3  | 13 | Arja Saijonmaa         | Arja Saijonmaa: Jag har fällt två diktaturer med sången som vapen                     | 2021-11-14        |
| 3  | 14 | Annica Bresky(fi)      | Stora Ensos vd Annica Bresky: Kalhyggen ger plats för ny skog                         | 2021-11-21        |
| 3  | 15 | Tim Sparv              | 34-åriga Tim Sparvs framtidsplan: Ta studenten och gå i pension                       | 2021-11-28        |
| 3  | 16 | Ralf Friberg           | Nyhetschefen Ralf Friberg var UKK:s man: Jag ångrar ingenting                         | 2021-12-05        |
| 3  | 17 | Bengt Ahlfors          | Regissören Bengt Ahlfors försvarar fri satir: Inga ord ska förbjudas                  | 2021-12-12        |
| 3  | 18 | Risto E. J. Penttilä   | Konsulten Risto E.J. Penttilä: Vi kan gå med i Nato utan Sverige                      | 2021-12-19        |
| 4  | 1  | Klaus Törnudd          | Diplomaten Klaus Törnudd: Ryssarna tog redan vad de ville ha av oss                   | 2022-02-06        |
| 4  | 2  | Ole Norrback           | Veteranpolitikern Ole Norrback: Coronan fick orimlig plats i medierna                 | 2022-02-13        |
| 4  | 3  | Gunvor Kronman         | Styrelseproffset Gunvor Kronman: Jag är inte mäktigast i Svenskfinland                | 2022-02-20        |
| 4  | 4  | Juhana Vartiainen(fi)  | Borgmästare Juhana Vartiainen: Helsingfors otänkbart utan svenskan                    | 2022-02-27        |
| 4  | 5  | Sam Huber(fi)          | Multikonstnären Sam Huber: Kultur lika viktigt som luften vi andas                    | 2022-03-06        |
| 4  | 6  | Kerstin Kronvall(fi)   | Journalisten Kerstin Kronvall: Det Ryssland jag älskade finns inte mer                | 2022-03-13        |
| 4  | 7  | Nils Torvalds          | Natoanhängaren Nils Torvalds: Putin har bara råd med verbal aggression                | 2022-04-03        |
| 4  | 8  | Erik Bonsdorff         | Miljöforskaren Erik Bonsdorff: Jag var optimist, numera cyniker                       | 2022-04-10        |
| 4  | 9  | Petra Theman(fi)       | Diplomaten Petra Theman: Vinterkriget definierar Finland i världen                    | 2022-04-17        |